# Sankt Lambrecht
Sankt Lambrecht è un comune austriaco di 1 919 abitanti nel distretto di Murau, in Stiria; ha lo status di comune mercato (Marktgemeinde). Il 1º gennaio 2015 ha inglobato il comune soppresso di Sankt Blasen.